# Make No Mistake, He’s Mine
«Make No Mistake, He’s Mine» (с англ. — «Не ошибись, он — мой») — песня, записанная американскими исполнительницами Барброй Стрейзанд и Ким Карнс в 1984 году.

## Написание и запись
Песня была написана Ким Карнс. Запись студийной дуэтной версии со Стрейзанд прошла 21 июня 1984 года. Карнс рассказывала: «До нашей встречи, Барбра уже исполняла кавер-версии двух моих песен — „Love Comes From Unexpected Places“ и „Stay Away“. Однажды мне позвонил Джон Питерс, который был её менеджером в то время, и предложил написать и спеть с Барброй дуэт. Несмотря на то, что я была ужасно польщена, я сказала: „Я подумаю. Постараюсь что-нибудь придумать“. Когда я положила трубку, я подумала: „Это так странно, наш дуэт никогда не получится, ведь наши голоса так отличаются. Я не смогу сделать это“. Я села за пианино и провела около часа или двух в работе над песней. И знаете, песня родилась легко. Я так боялась не успеть сделать её, что даже боялась отойти от пианино».

## Релиз
Песня была выпущена в качестве второго сингла с альбома Emotion в декабре 1984 года. Песня смогла добраться до восьмого места в американском чарте Adult Contemporary, а также до пятьдесят первого в чарте  Billboard Hot 100.
В 1985 году Ким стала первой исполнительницей, которая находилась в горячей стоне Billboard сразу с тремя песнями: сольно («Invitation to Dance»), дуэтом («Make No Mistake, He’s Mine») и в составе трио («What About Me?»).
В том же 1985 году Карнс выпустила альбом Barking at Airplanes, куда включила сольную версию песни, также дуэтная версия попала на сборник её лучших хитов Gypsy Honeymoon 1993 года. В 2002 году Стрейзанд включила данную песню в сборник своих лучших дуэтов Duets.

## Чарты
| Чарт (1984/1985)                   | Пиковая позиция |
| ---------------------------------- | --------------- |
| Канада (RPM Top Singles)           | 89              |
| Канада (RPM Adult Contemporary)    | 5               |
| Испания (Top 40 Radio)             | 38              |
| Великобритания (OCC UK Singles)    | 92              |
| США (Billboard Hot 100)            | 51              |
| США (Billboard Adult Contemporary) | 8               |
| США (Cash Box Top 100)             | 42              |

## Кавер-версии
- В 1987 году песню перезаписали Ронни Милсап и Кенни Роджерс под названием «Make No Mistake, She’s Mine». Песня стала большим кантри-хитом, возглавив соответствующие чарты США и Канады. За её исполнение они получили премию «Грэмми»[10].